# Rhynchospora waspamensis
Rhynchospora waspamensis är en halvgräsart som beskrevs av Robert Kral och William Wayt Thomas. Rhynchospora waspamensis ingår i släktet småag, och familjen halvgräs.
Artens utbredningsområde är Nicaragua. Inga underarter finns listade i Catalogue of Life.